# Museo Municipal de Bellas Artes
Museo Municipal de Bellas Artes (j. hisz Museo de Bellas Artes Juan B. Castagnino) − muzeum sztuki w Rosario, w prowincji Santa Fe, w Argentynie.
Muzeum sztuki w Rosario jest drugim pod względem wielkości muzeum w Argentynie. Znajduje się w największym parku w mieście, Independencia. Budynek w którym mieści się muzeum, został zaprojektowany przez architektów Hilarióna Hernándeza Larguía i Juana Manuela Newtona i ukończony w 1936 roku. Był własnością Rosy Tiscornia de Castagnino, która w dla uczczenia pamięci zmarłego syna Juana Bautisty Castagnino, krytyka sztuki i kolekcjonera, przekazała go miastu. Oficjalne otwarcie muzeum nastąpiło 7 grudnia 1937 roku.

## Kolekcja
Dwupiętrowy budynek posiada 35 pokoi zajmujących 700 metrów kwadratowych. Pierwotne zbiory składały się z kolekcji prywatnych darczyńców i z dawnych zbiorów Municipal Fine Arts Museum. Obecnie zbiory składają się z 3000 eksponatów obejmujących sztukę europejską, argentyńską z XIX i XX wieku i z prac artystów z Rosario. Kolekcja Sztuki Współczesnej, która również znajdowała się w muzeum, w 2004 roku została przeniesiona do nowo powstałego Muzeum Sztuki Współczesnej w Rosario.
Spośród dzieł europejskich malarzy do zbiorów muzeum należą obrazy Alfreda Sisleya, Francisca Goi, Gerarda Davida, José de Ribery czy El Greca (Święty Łukasz).